# 外交部 (挪威)
外交部（挪威語：Utenriksdepartementet）是挪威政府中最大的部門。

## 基本職責
外交部的基本任務是在國際上為挪威的利益而努力，並維護挪威的自由，安全與繁榮。
促進挪威利益的最好方法是與其他國家合作。這也意味著，外交部門必須以對挪威有利的方式處理與其他國家的利益衝突，同時努力避免爭端。
該部還致力於促進和平與安全，國際法律體系，公正的世界經濟秩序和可持續發展。尋找此類問題的解決方案也符合挪威的利益，同時在這些領域的努力也體現了國際團結。
挪威必須根據挪威外交政策的主要輪廓，始終“用一種聲音說話”（speak with one voice）。這意味著該部相比其他部門具有更重要的協調和諮詢作用。
外交部作為政府的一個專門部門，外交部既是籌備機構，也是處理外交政策問題，經濟外交政策問題和與發展有關的事務的執行機構。
此外，外交部負責向外國人提供有關挪威國民的幫助，建議和保護，並在刑事訴訟，事故，疾病和死亡等方面協助國外的挪威公民。

## 部門結構
外交部包括使館，常駐代表團和領事館在內的101個外交使團。外交部是一個國際性的的組織，目前由2000多人組成，其中830多人是該部的僱員。在對外服務使團中，約有600名從挪威派駐的工作人員與約1100名當地僱用人員一起工作。挪威各部委和機構派出的許多特別代表也與外交使團有聯繫。
秘書長和兩名副秘書長是該部的最高高級官員，負責其一般管理。